# True Disaster
„True Disaster” este un cântec al interpretei suedeze Tove Lo lansat ca și cel de-al doilea extras pe single al celui de-al doilea său album de studio Lady Wood. Cântecul a fost scris de către Tove Lo și Oscar Holter și produs de către acesta din urmă. A fost trimis la stațiile radiofonice din Statele Unite ale Americii la data de 15 noiembrie 2016 prin intermediul casei de discuri Republic Records.

## Videoclip
Videoclipul piesei face parte dintr-un scurt-metraj intitulat „Fairy Dust”, care a fost regizat de către Tim Erem și a fost lansat la data de 30 octombrie 2016 pe platforma Vevo al artistei. Videoclipul separat a fost lansat la data de 29 noiembrie 2016. Videoclipul este filmat într-o singură secvență.

## Ordinea pieselor pe disc
| Nr.                 | Titlul              | Durată |
| ------------------- | ------------------- | ------ |
| Descărcare digitală |                     |        |
| 01.                 | „True Disaster” [A] | 5ː04   |
| 02.                 | „True Disaster” [B] | 2ː41   |
| 03.                 | „True Disaster” [C] | 2ː24   |
| 04.                 | „True Disaster” [D] | 2ː43   |

Specificații
- A ^ Remix „Cut Snake”.
- B ^ Remix „Woody Runs”.
- C ^ Remix „LIOHN”.
- D ^ Remix „Youngr”.